# Jens Peter Jensen (Venstre-politiker)
 Der er flere personer med dette navn, se Jens Peter Jensen.
Jens Peter Jensen (født 25. februar 1922 i Barløse ved Assens, død 4. februar 1993 i Odense) var en dansk journalist, chefredaktør og folketingsmedlem, valgt for Venstre. Han var far til en anden Venstrepolitiker, tidligere udenrigsminister Uffe Ellemann-Jensen.
Som ung arbejdede Jens Peter Jensen i landbruget, bl.a. hos den radikale politiker Karl Skytte. Senere kom han til De samvirkende danske Husmandsforeninger som rejsesekretær, men blev grebet af journalistikken, da han i 1946 kom til Helsingør Dagblad. Senere blev han journalist ved Børsen og chefredaktør samme sted i 1961. I 1969 kom han til Fyns Tidende, hvor han var chefredaktør til avisens fusion med Fyens Stiftstidende ti år senere. Han fortsatte dog som politisk kommentator i avisen.
Oprindelig var J.P. Jensen tilhænger af Det Radikale Venstre, men han gik senere over til Venstre. Jensens  politiske karriere begyndte i 1964, hvor han blev valgt til Folketinget for Venstre i Ringstedkredsen. Senere var han opstillet i Odense. I alt var han medlem af tinget i over 20 år. Fra 1970 til 1978 var han viceamtsborgmester i Fyns Amt. Han var desuden medlem af Europarådet 1978-1980.
Jens Peter Jensen var gift med Edith Ellemann Jensen (1916-1995). Han er begravet på Assistens Kirkegård i Odense.